# Spoorlijn Wegeleben - Thale
De spoorlijn Wegeleben - Thale is een Duitse spoorlijn in Saksen-Anhalt en is als spoorlijn 6405 onder beheer van DB Netze. 

## Geschiedenis
Het traject werd door de Magdeburg-Halberstädter Eisenbahn-Gesellschaft geopend in 1862.  

## Treindiensten
Transdev Sachsen-Anhalt verzorgt het personenvervoer op dit traject.
| Serie  | Treinsoort                                  | Route | Bijzonderheden                                 |
| ------ | ------------------------------------------- | --- | ---------------------------------------------- |
| HBX    | HarzBerlinExpress (Transdev Sachsen-Anhalt) | Berlin Ostbahnhof – Berlin Hbf – Potsdam Hbf – Gethin – Burg (Magdeburg) – Magdeburg Hbf – Oschersleben (Bode) – Halberstadt – [ Wernigerode – Vienenburg – Goslar ] / [ Wegeleben – Quedlinburg – Thale Hbf ] | Enkele treinen in het weekend en op feestdagen |
| HEX 11 | HarzElbeExpress (Transdev Sachsen-Anhalt)   | Magdeburg Hbf – Oschersleben – Halberstadt – Wegeleben – Quedlinburg – Thale Hbf | Eenmaal per uur                                |

## Aansluitingen
In de volgende plaatsen is of was er een aansluiting op de volgende spoorlijnen:
Wegeleben
DB 6344, spoorlijn tussen Halle en Vienenburg
Quedlinburg
DB 6862, spoorlijn tussen Frose en Quedlinburg
DB 6863, spoorlijn tussen Blankenburg en Quedlinburg